# Wojciech Has

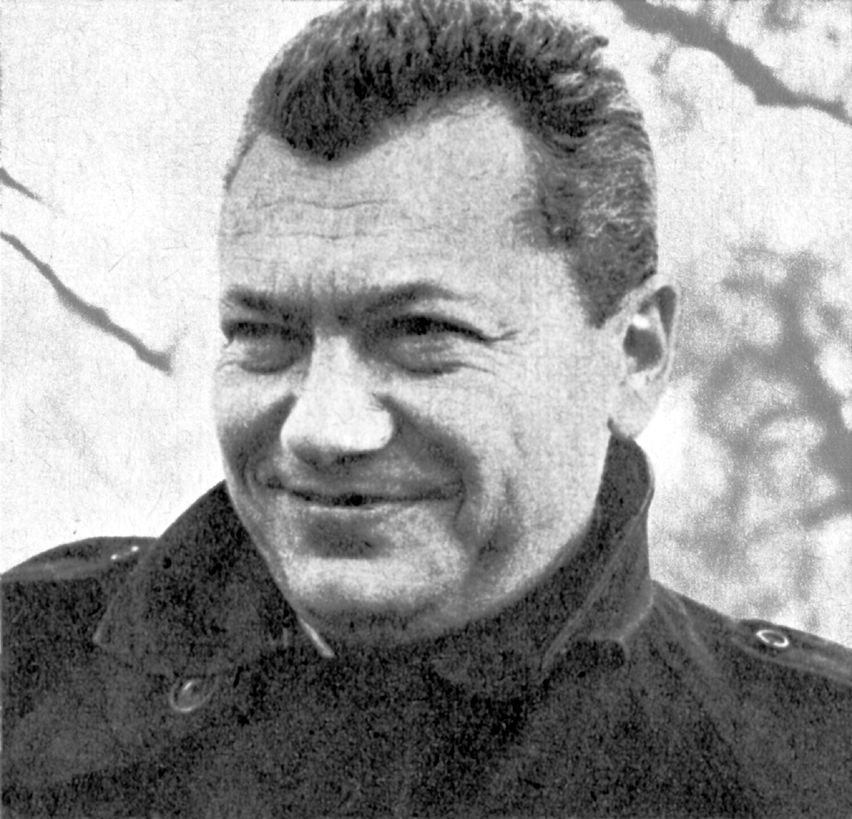
Wojciech Jerzy Has 1967

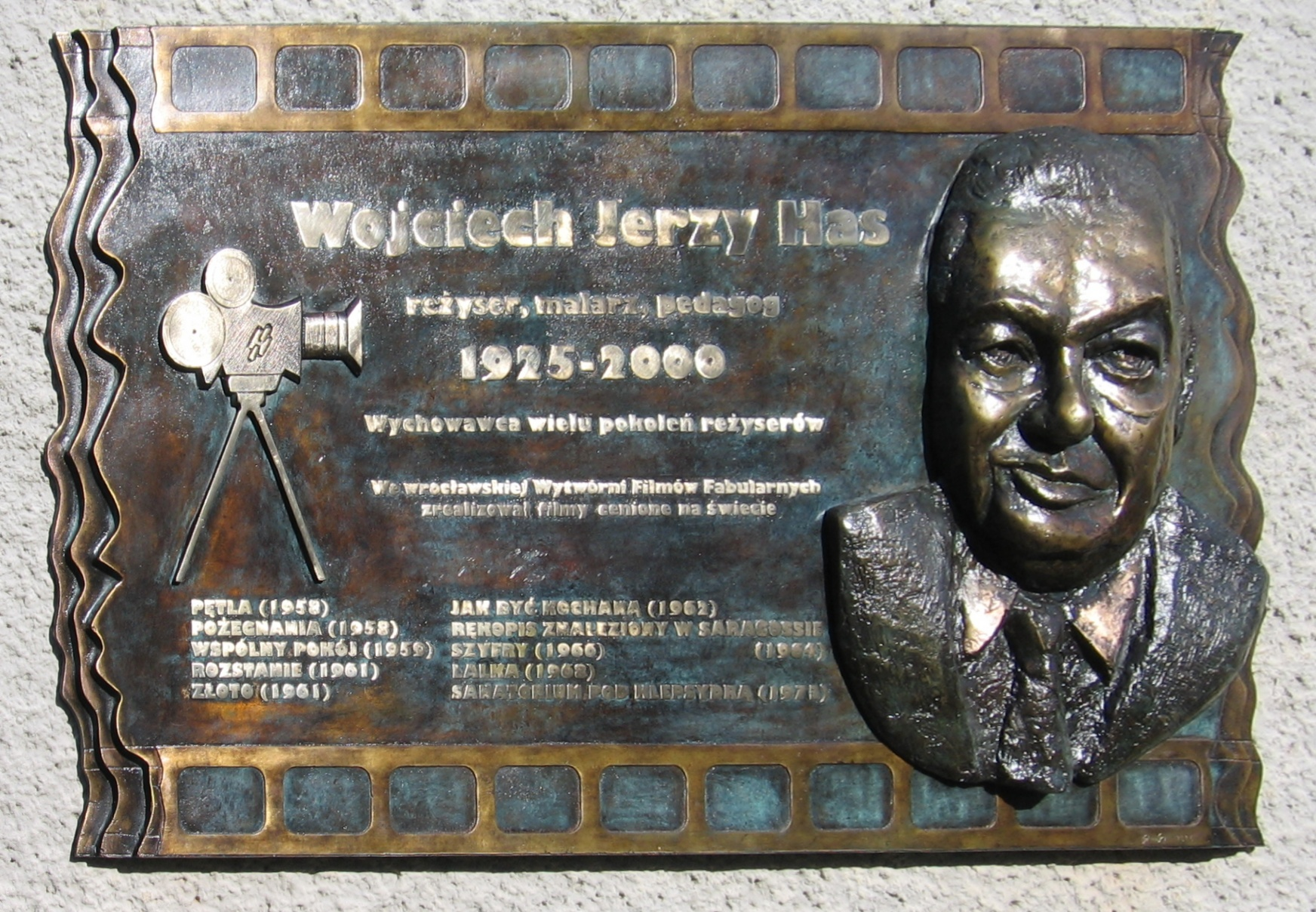
Gedenktafel zu Ehren von Wojciech Jerzy Has in Breslau

Wojciech Jerzy Has (* 1. April 1925 in Krakau; † 3. Oktober 2000 in Łódź) war ein polnischer Filmregisseur.

## Leben und Karriere
Wojciech Has begann nach dem Zweiten Weltkrieg in Krakau Film und Malerei zu studieren. Zunächst spezialisierte er sich auf Dokumentar- und Lehrfilme. Erst 1958 drehte er seinen ersten Spielfilm. Er schuf Filme, die heute zu Klassikern des polnischen Kinos zählen und den Stil der Filmhochschule Łódź bis heute prägen. Zu seinen berühmtesten Filmen zählen Die Handschrift von Saragossa nach Jan Potocki aus dem Jahre 1965 mit Zbigniew Cybulski und Das Sanatorium zur Todesanzeige aus dem Jahre 1973 nach Bruno Schulz, sowie Die Puppe aus dem Jahre 1969 nach Bolesław Prus.
Has hat die polnische Filmszene vor allem auch durch seine pädagogischen Fähigkeiten und Einflussnahme auf junge Regisseure geprägt, die die Filmhochschule Łódź abgeschlossen haben.

## Filmografie
- 1958: Die Schlinge (Pętla)
- 1959: Das gemeinsame Zimmer (Wspólny pokój)
- 1960: Rozstanie
- 1963: Die Kunst, geliebt zu werden (Jak byc kochaną)
- 1964: Die Handschrift von Saragossa (Rękopis znaleziony w Saragossie)
- 1966: Chiffre (Szyfry)
- 1968: Die Puppe (Lalka)
- 1973: Das Sanatorium zur Todesanzeige (Sanatorium pod klepsydrą)
- 1985: Osobisty pamiętnik grzesznika przez niego samego spisany